# Nulallomorf
Een nulallomorf is in de morfologie een onzichtbaar allomorf van een gebonden morfeem. Een nulallomorf verschilt van een nulmorfeem doordat het het allomorf is van een morfeem dat in bepaalde gevallen ook aan de oppervlakte verschijnt. Een nulallomorf is met iets andere woorden een gebonden morfeem dat soms wel en soms niet aan de oppervlakte verschijnt in precies dezelfde context. De keuze om een nulallomorf al dan niet te gebruiken in plaats van een gewoon gebonden morfeem kan samenhangen met zaken als schrijfstijl en register. 
Het begrip nulallomorf in de taalkunde is enigszins vergelijkbaar met het begrip neutraal element in de wiskunde. Het  element is in concrete vorm aanwezig, maar het weglaten ervan heeft geen invloed op de uitkomst.
Binnen de Nederlandse taalkunde wordt het begrip nulallomorf zelden gebruikt. Het komt voor in een van de boeken van het Instituut voor Naamkunde en Dialectologie.

## Duits
Nulallomorfen komen met name in het Duits veel voor. In formele teksten en standaarduitdrukkingen wordt de archaïsche buigings-e die vanouds de Dativus enkelvoud van mannelijke woorden markeert doorgaans nog steeds geschreven:
- Je besser es dem Manne geht, geht es auch der Frau.

In het alledaagse geschreven Duits en in de gesproken taal is deze uitgang daarentegen ongebruikelijk geworden. De keuze om dit nulallomorf al dan niet te gebruiken is dus niet grammaticaal maar stilistisch bepaald.

#### Grammaticale nulallomorfie?
Een iets gecompliceerder geval is de uitgang -n van veel woorden op -er en -el, die in de verbuigingsparadigma's alleen in de dativus meervoud verschijnt, bijvoorbeeld:
- der Lehrer - die Lehrer - den Lehrern
- das Kind   - die Kinder - den Kindern

Volgens sommige taalkundigen zoals Naomi Feldman is ook hier sprake van nulallomorfie, omdat de betreffende uitgang een onderliggende meervoudsuitgang is die alleen in de derde naamval aan de oppervlakte verschijnt. Vormen als Eiern en Kindern zouden dan Duitse stapelmeervouden zijn. Volgens andere taalkundigen is de uitgang -n daarentegen een echte naamvalsuitgang en geen zichtbare alternant van een nulmorfeem. Deze laatste verklaring lijkt het meest voor de hand liggend, aangezien de uitgang -n in grammaticaal opzicht deze rol volledig vervult en niet zoals een nulallomorf weglaatbaar is.

## Nederlands
In het Nederlands is het meest voorkomende nulallomorf het interfix -s (eigenlijk een soort genitief-s) in samenstellingen. Deze klank is zowel in de geschreven als in de gesproken taal optioneel zonder dat er iets aan de betekenis van het woord verandert:
- veranderinggezind - veranderingsgezind
- vervoerstatus - vervoersstatus
- spellingprobleem - spellingsprobleem